# 카앵 상수
수학에서 카앵 또는 케이헨 상수(Cahen constant)는 실베스터 수열로부터 파생된 부호교대로 나타나는 표식과 함께 단위분수의 무한한 연속체 수열에서 정의된다.
{\displaystyle C=\sum {\frac {(-1)^{i}}{s_{i}-1}}={\frac {1}{1}}-{\frac {1}{2}}+{\frac {1}{6}}-{\frac {1}{42}}+{\frac {1}{1806}}-\cdots \approx 0.64341054629....}
쌍으로 이들 분수를 고려함으로써 카앵 상수를 실베스터 시퀸스의 균등한 위치에 있는 항으로부터 형성된 일련의 양의 단위 분수로 볼 수 있다. 카앵(Cahen) 상수를 위한 이 수열(시퀸스)는 탐욕 알고리즘, 이집트 분수분해(Egyptian fraction)를 형성한다.
{\displaystyle C=\sum {\frac {1}{s_{2i}}}={\frac {1}{2}}+{\frac {1}{7}}+{\frac {1}{1807}}+{\frac {1}{10650056950807}}+\cdots \approx 0.64341054629....}
이 상수는 카앵-멜린(Cahen-Mellin) 적분으로 잘 알려진 유진 카앵(Eugène Cahen)의 이름을 따서 지어졌으며, 카앵-멜린(Cahen-Mellin)적분을 처음으로 공식화하고 조사했다.
카앵 상수는 초월수인 것으로 알려져 있다.
수열 값은 다음과 같다.
{\displaystyle 1,1,2,3,14,129,25298,420984147,...(OEISA006279)}
점화식 정의는 다음과 같다.
{\displaystyle q_{n+2}=q_{n}^{2}q_{n+1}+q_{n}}
카앵(Cahen) 상수의 계속적인 분수 확장은 다음과 같다.
{\displaystyle [0,1,q_{0}^{2},q_{1}^{2},q_{2}^{2},\ldots ]}

## 같이 보기
- 수학 상수

## 참고 자료
- 매스월드
- OEIS